# Pac-Man World
Pac-Man World, intitolato per intero Pac-Man World 20th Anniversary (パックマンワールド 20th アニバーサリー?, Pakkuman Wārudo 20th Anibāsarī), è un videogioco creato da Namco in occasione del ventesimo anniversario della creazione di Pac-Man. Si tratta di un videogioco a piattaforme tridimensionale, nel quale Pac-Man deve sconfiggere il malvagio Toc-Man e liberare i suoi amici. È comunque presente una modalità "classica", molto simile al celeberrimo videogioco.
Il 26 agosto 2022 è stato pubblicato un remake del gioco chiamato Pac-Man World Re-Pac, disponibile per PlayStation 4, Playstation 5, Xbox One, Xbox Series S/X, Nintendo Switch e Steam.

## Trama
Pac-Man arriva a casa per il suo 20º compleanno (il gioco è stato pubblicato in coincidenza con il 20º anniversario dell'originale Pac-Man da sala giochi), solo per scoprire che i suoi amici e la famiglia (MS. Pac-Man, Baby Pac, Jr. Pac, Professor Pac, Chomp Chomp il cane e Pooka) sono stati rapiti dal malvagio Toc-Man, un gigantesco robot-imitazione di Pac-Man, che è stato creato da Orson, intenzionato a rubare l'identità di Pacman.
Pac-Man raggiunge l'Isola Fantasma e si impegna a liberarli tutti. Ogni vittima è tenuta prigioniera in un mondo differente: Mondo dei pirati, Mondo delle rovine, Mondo dello spazio, Mondo dei pagliacci, Mondo della fabbrica e il Mondo di Toc-Man o dell'orrore.

## Modalità di gioco
Il gioco è un platform 3D standard, ogni livello contiene al suo interno un labirinto dove ci sono le regole del gioco originale (anche se il Pac-Symbol è ancora presente, lasciando sopravvivere il giocatore se viene toccato dai fantasmi fino a quattro volte).
Ogni livello è disseminato di Pac-Dots, frutta e fantasmi, gran parte della musica è stata modificata (uno dei temi comuni a tutti i livelli è la musica di intermezzo da Pac-Man, riadattata secondo il tema del livello); l'originale Pac-Man arcade game è disponibile per il gioco dalla schermata del menu.
Inoltre, a Pac-Man è stata data una manciata di manovre standard tipiche dei platform, tra cui un "butt-bounce", che ricorda il Ground Pound di Mario e la "rev-roll", che ricorda lo Spin Dash di Sonic the Hedgehog. Inoltre, ha acquisito la capacità di utilizzare i pac-dots in attacco, avendo la possibilità di lanciarli ai nemici che non siano fantasmi. Come nel gioco originale, Pac-Man può raccogliere pallini di potenza che gli consentono di mangiare i fantasmi per un breve lasso di tempo.
Il formato livello è piuttosto semplice: ogni mondo è costituito da tre o quattro livelli.
Il primo livello in un mondo che avrebbe introdotto una nuova tecnica o tipo di nemico. Il secondo ed il terzo richiedono l'uso di tale tecnica per essere completati, e non possono essere completati senza di essa. Nel quarto livello di ogni mondo si affronta un boss che richiede un gameplay unico e puzzle-solving per essere sconfitto.
Il secondo livello comprende anche una chiave che, pur non essendo indispensabile per completare il gioco, è necessaria per liberare ogni amico di Pac-Man che viene tenuto prigioniero nel terzo livello. Ogni personaggio liberato potrà apparire in aiuto del protagonista nella battaglia finale contro Toc-Man.

## Seguiti
In seguito all'uscita di Pac-Man World, nel 2000 venne pubblicato Ms. Pac-Man Maze Madness con protagonista Ms. Pac-Man, il quale riprende alcuni elementi da questo titolo ma in chiave rompicapo. Tali somiglianze furono poi riprese in seguito anche in Pac-Man: Adventures in Time e Ms. Pac-Man: Quest for the Golden Maze.
Nel 2002 uscì un seguito vero e proprio intitolato Pac-Man World 2 reso disponibile per le piattaforme PlayStation 2, GameCube, PC, Xbox e Game Boy Advance.
Tre anni dopo nel 2005 fu pubblicato un terzo capitolo, Pac-Man World 3 distribuito per PlayStation 2, GameCube, Xbox, PlayStation Portable, Nintendo DS e PC, il quale però non fu sviluppato dallo stesso team dei precedenti due titoli.

## Remake
Il 26 agosto 2022 è stato pubblicato Pac-Man World Re-Pac, un remake del gioco con grafica, sonoro e gameplay completamente rinnovati.